# مرسد (کالیفرنیا)
مرسد  (به انگلیسی: Merced) شهری در شهرستان مرسد ایالت کالیفرنیا است که در سرشماری سال ۲۰۱۰ میلادی، ۷۸۹۵۸ نفر جمعیت داشته است.